# Ásóludak
A ásóludak (Tadorini) a madarak osztályának lúdalakúak (Anseriformes) rendjébe a récefélék (Anatidae) családja és azon belül a tarkalúdformák (Tadorninae) alcsaládjába tartozó nemzetség.

## Rendszerezés
Az ásóludak (Tadorini) nemzetségébe 6 nem tartozik:
- Cyanochen – 1 faj
  - kékszárnyú lúd (Cyanochen cyanopterus)

- Alopochen (Stejneger, 1885) – nílusi ludak, 2 faj
  - nílusi lúd (Alopochen aegyptiacus vagy Alopochen aegyptiaca)
  - mauritiusi ásólúd (Alopochen mauritianus) – kihalt

- Mascarenachen (G.S. Cowles, 1994 – 1 kihalt faj
  - réunioni ásólúd (Mascarenachen kervazoi) – kihalt

- Neochen (Oberholser, 1918) – Orinoco-ludak, 1 faj.
  - orinocói lúd (Neochen jubata)

- Chloephaga  (Eyton, 1838) – piszecsőrű ludak, 5 faj
  - andoki lúd (Chloephaga melanoptera)
  - Magellán-lúd (Chloephaga picta)
  - szirti lúd (Chloephaga hybrida)
  - szürkefejű lúd (Chloephaga poliocephala)
  - rőtesfejű lúd (Chloephaga rubidiceps)

- Tadorna  (Oken, 1817) – ásóludak, 7 faj
  - bütykös ásólúd (Tadorna tadorna)
  - vörös ásólúd (Tadorna ferruginea)
  - szürkefejű ásólúd (Tadorna cana)
  - koreai ásólúd (Tadorna cristata)
  - radjah ásólúd (Tadorna radjah)
  - ausztrál ásólúd (Tadorna tadornoides)
  - új-zélandi ásólúd (Tadorna variegata)